# Rådhus

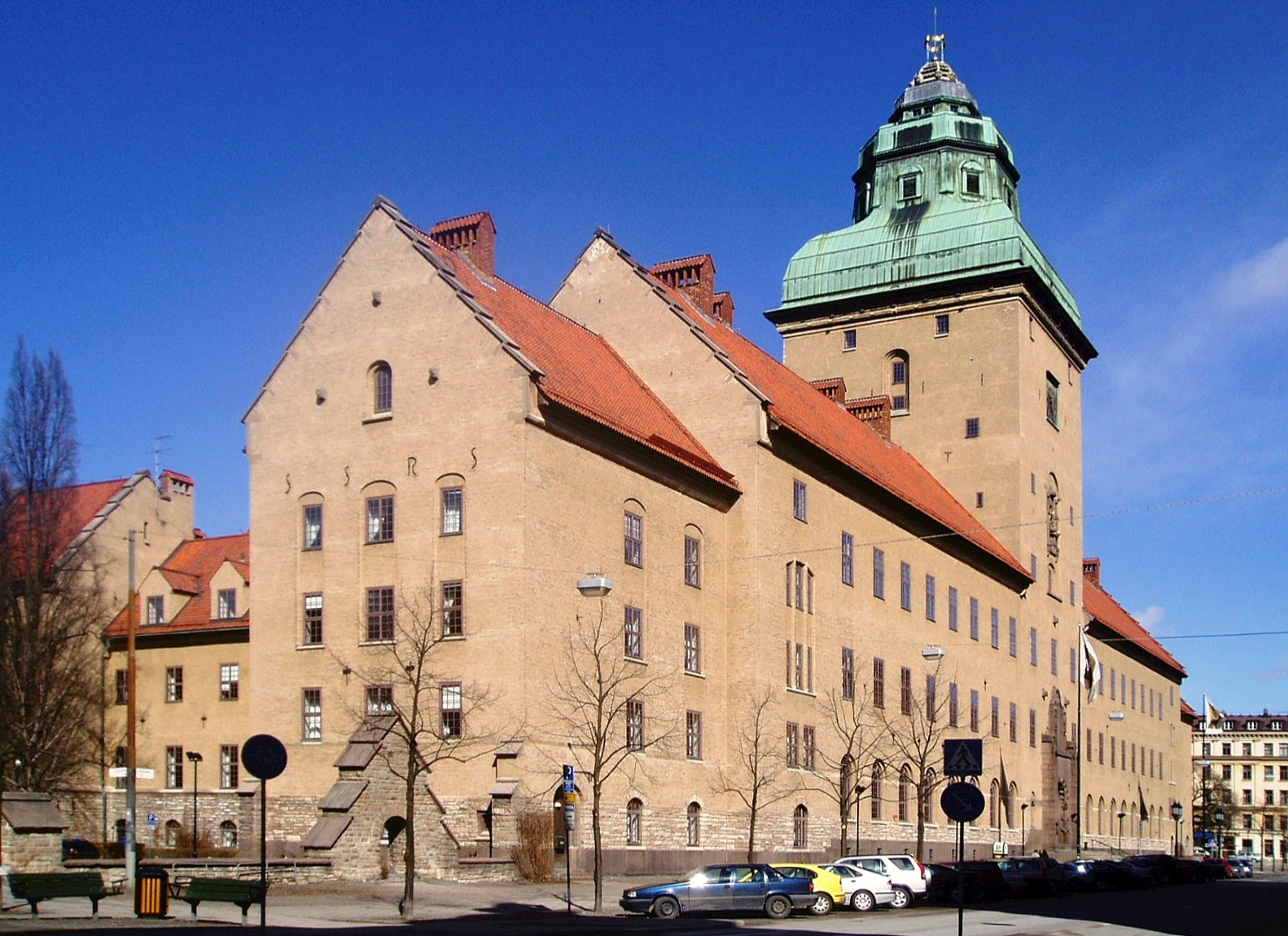
Stockholms rådhus

Rådhus var en byggnad som inrymde en (svensk) stads tingsrätt (rådhusrätt). I vissa städer kunde byggnaden även innehålla ämbetslokaler för stadens förvaltning, medan denna byggnad i många större städer benämn(t)s stadshus. Det svenska domstolsväsendet är sedan 1971 statlig verksamhet (samtidigt med att Sveriges städer förvandlades till kommuner), men ordet rådhus används fortfarande ofta för byggnaden med dess nuvarande funktioner.

## Etymologi och historik

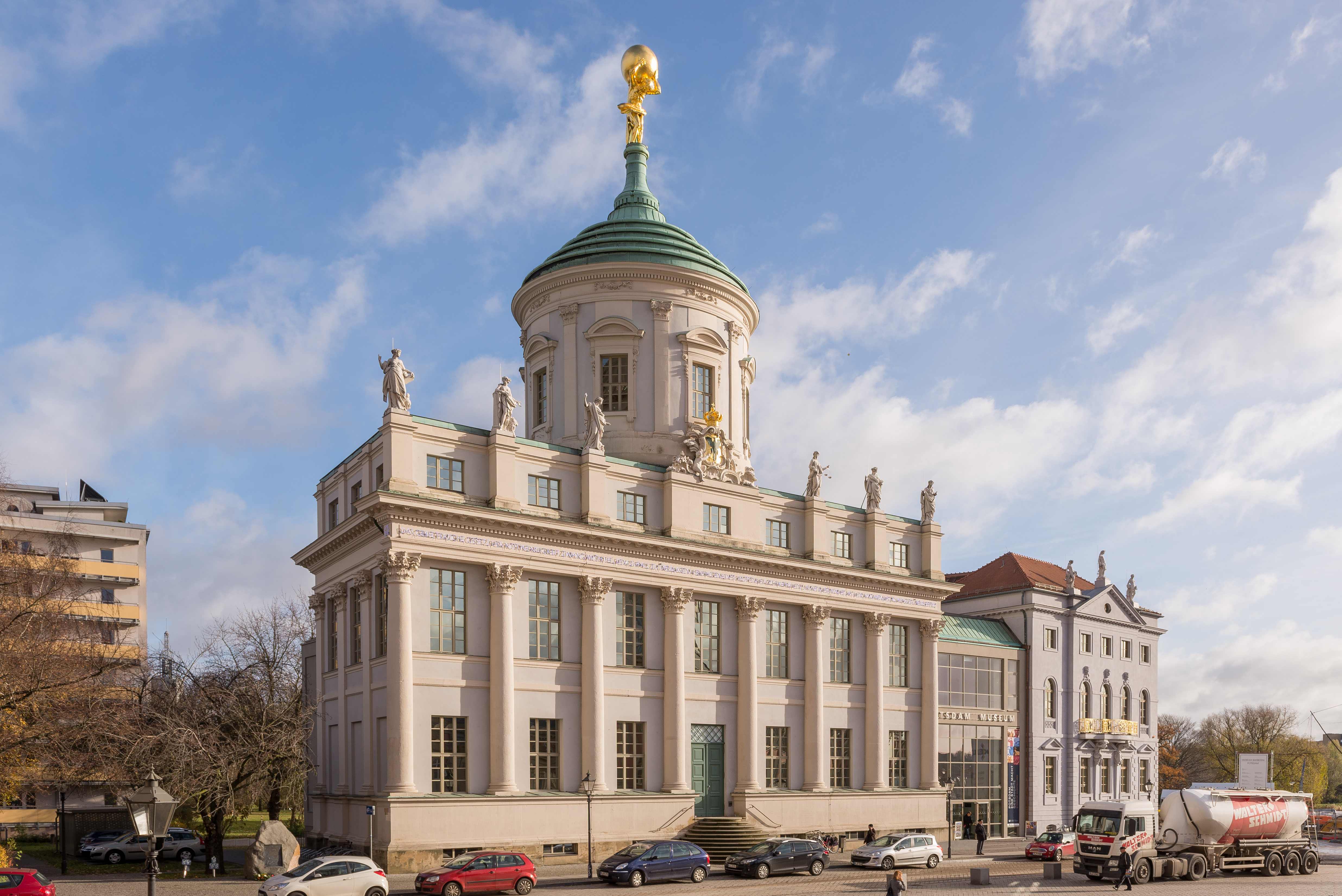
Gamla rådhuset i Potsdam.

Ordet rådhus stammar från stadsprivilegiernas tid, ett hus för stadens råd.  Det tyska ordet Rathaus spreds genom den tyska stadsrätten, den så kallade Magdeburgrätten, till många central- och östeuropeiska språk. Så heter motsvarande byggnader till exempel ratusz på polska, radnice på tjeckiska, rotušė på litauiska och ratusja (ратуша) på ryska.
I Sverige fanns rådhus för städer med egen jurisdiktion och inrymde såväl ämbetslokaler för stadens förvaltning som för rådhusrätten. Efter tingsrättsreformen i Sverige 1971 blev domstolsväsendet en helt och hållet statlig angelägenhet. Då separerades den kommunala verksamheten från den dömande och en av instanserna flyttade då i allmänhet till andra lokaler, om det inte av utrymmesskäl redan skett. Namnet har i dag i allmänhet behållits, även om bara en (eller ingen) av dessa funktioner finns i byggnaden.

### Senare tid
I dag kan ett rådhus i Sverige antingen vara en domstolsbyggnad, en kommunal förvaltningsbyggnad eller användas för annat ändamål. I enstaka fall används benämningen rådhus även på i senare tid uppförda kommunhus, som exempelvis i Staffanstorps kommun.
I Danmark och Norge är ett rådhus alltid ett kommunhus och till rådhus brukar ofta andra utländska motsvarigheter översättas, speciellt de med liknande språklig bakgrund.

## Nordiska rådhus i urval

### Sverige
Inom parentes nuvarande användning.
- Borås rådhus (domstol)
- Enköpings rådhus (museum)
- Falkenbergs rådhus (kultur- och fritidskontor)
- Gävle rådhus (står tomt 2013, framtida användning utreds)
- Göteborgs rådhus (domstol till 2010, kommunal förvaltningsbyggnad från 2014)
- Halmstads rådhus (kommunhus)
- Helsingborgs rådhus (kommunhus)
- Härnösands rådhus (kommunhus)
- Jönköpings rådhus (kommunhus)
- Karlskrona rådhus (domstol)
- Karlstads rådhus (domstol och kafé)
- Kristinehamns rådhus (kontor)
- Lidköpings rådhus (butik och kafé)
- Motala rådhus (kommunhus)
- Malmö rådhus (kommunhus)
- Norrköpings rådhus (kommunhus)
- Sigtuna rådhus (museum och vigsellokal)
- Skanörs rådhus (vigsellokal)
- Skänninge rådhus (museum och turistbyrå)
- Stockholms rådhus (domstol), se även den historiska Rådstugan, Stockholm
- Söderhamns rådhus (kommunhus)
- Torshälla rådhus (kafé och konferenslokal)
- Umeå rådhus (restaurang och festlokal)
- Rådhuset, Uppsala, (varuhus och restauranger)
- Vadstena rådhus (härstammande från 1400-talet och därmed Sveriges äldsta bevarade.)
- Varbergs rådhus (Ungdomens hus)
- Västerviks rådhus (turistbyrå, vigsellokal)
- Västerås rådhus (1972–2010 konstmuseum)
- Åhus rådhus (museum)
- Örnsköldsviks rådhus (folkhögskola)
- Östersunds rådhus (kommunhus)
- Örebro rådhus (kommunhus)

### Norge
- Oslo rådhus

### Danmark
- Köpenhamns rådhus

|  | Wiktionary har en ordboksartikel om rådhus. |